# Helmut Kirschey
Helmut Kirschey (* 22. Januar 1913  in Elberfeld (heute zu Wuppertal); † 23. August 2003 in  Göteborg) war ein deutscher Anarchist und Widerstandskämpfer.

## Leben
Als Helmut Kirschey vier Jahre alt war, fiel sein Vater, der Mitglied der SPD gewesen war, als Soldat im Ersten Weltkrieg. Seine Mutter blieb mit sechs Kindern, vier Jungen und zwei Mädchen, zurück. Sie wurde Mitglied der USPD, Ende 1920 der KPD und Referentin des Internationalen Bundes der Opfer des Krieges und der Arbeit, der sich um die Renten- und Versorgungsansprüche der Kriegsopfer und -witwen kümmerte. Im Mai 1924 wurde sie zur Stadtverordneten der KPD in Elberfeld gewählt. Am 23. August 1924 starb sie an den Folgen einer Blinddarmoperation im Alter von 40 Jahren.
Dem politischen Engagement der Mutter folgten alle Söhne und schlossen sich kommunistischen Organisationen an. Helmut Kirschey verließ jedoch 1931 den Kommunistischen Jugendverband Deutschlands (KJVD) und wurde Mitglied der Syndikalistisch-Anarchistischen Jugend Deutschlands (SAJD) und der Freien Arbeiter-Union Deutschlands (FAUD), da ihm der dortige antiautoritäre Stil im Gegensatz zum autoritären Geist in der kommunistischen Bewegung mehr zusagte. Als Reaktion auf die in Wuppertal besonders gewalttätige NS-Bewegung gründeten die Anarchosyndikalisten eine eigene Kampfgruppe, die Schwarze Schar. Die Gruppe kaufte einige Waffen; nachdem bei einer Razzia eine der Waffen von der Polizei bei Kirschey gefunden worden war, wurde er 1932 zu einer mehrmonatigen Haftstrafe verurteilt.
Im März 1933, nach der „Machtergreifung“ durch die Nationalsozialisten, wurde Kirschey erneut für mehrere Monate inhaftiert und emigrierte danach im November 1933 in die Niederlande. Im August 1936 ging er nach Spanien und arbeitete zunächst im Polizeidienst der Deutschen Anarcho-Syndikalisten in Barcelona, dem die Kontrolle aller deutschsprachigen Ausländer übertragen worden war. Im Februar 1937 schloss er sich der Internationalen Kompanie der „Columna Durruti“ an. Gemeinsam mit anderen deutschen Anarcho-Syndikalisten wurde er nach bewaffneten Auseinandersetzungen zwischen Stalinisten und Anarchisten im Juni 1937 festgenommen und in kommunistischen Geheimgefängnissen in Barcelona und Valencia sowie bis zum April 1938 in einem Gefängnis in Segorbe inhaftiert. Danach hielt er sich in Frankreich und den Niederlanden auf, bis es ihm  Anfang 1939 gelang, nach Schweden einzureisen, wo er allerdings keine Aufenthaltsgenehmigung und in den ersten Jahren auch keine Arbeitserlaubnis erhielt. Dennoch setzte er den Kampf gegen den Nationalsozialismus in Zusammenarbeit mit der Internationalen Transportarbeiter-Föderation (ITF) fort. 1940 lernte er seine spätere Frau in Göteborg kennen.
In den 1950er Jahren trennte sich Kirschey aus politischen Gründen und wegen persönlicher Enttäuschungen von der syndikalistischen Bewegung; 1968 schloss er sich der Kommunistischen Partei in Schweden an, nachdem diese Stellung gegen den Einmarsch von Truppen des Warschauer Pakts in die Tschechoslowakei bezogen hatte.
In den letzten Jahren seines Lebens wurde Helmut Kirschey in Schweden eine Figur des öffentlichen Lebens und genoss großes Ansehen. Er war ein gefragter Zeitzeuge in Schulen, Universitäten und bei politischen Jugendorganisationen. 1998 erschienen seine von dem Journalisten Richard Jändel verfassten Erinnerungen, für die dieser den Kulturpreis des schwedischen Arbeiterbildungsvereins erhielt.
2006 erschien ein einstündiger Dokumentarfilm A las barricadas über das Leben von Helmut Kirschey.